# 東海林舞
東海林 舞（しょうじ まい、1月10日 - ）は、日本のフリーアナウンサー、キャスター、バイリンガルMC。

## 概要
計5年に渡りNHKの国際放送局NHK Worldの報道番組「Newsline」でキャスターを務める。また、計6年J-waveで番組メインナビゲーターを務め、国内外のスターやアーティストのインタビューアーとして活躍。マルチカルチャルなバイリンガルMCとして幅広く活動。
著書「世界を舞台に一目置かれる人になる 英語の発音・話し方技術22」を出版し、パブリック・スピーキング、歌やセリフの英語発音などを指導している。Fuji Rock 2022ではCP Loopのヴォーカリストとして出演し7曲を熱唱。